# Pityeja histrionaria
Pityeja histrionaria là một loài bướm đêm trong họ Geometridae.